# الدوري السلوفيني لكرة اليد
الدوري السلوفيني لكرة اليد (1. A Državna Rokometna Liga) هو الدوري الرئيسي لكرة اليد للمحترفين في سلوفينيا. يدار من قبل اتحاد كرة اليد السلوفيني. تأسس في سنة 1991، ويتكون حاليا من قبل 14 فريقا. يعتبر نادي تسليه لكرة اليد هو الأكثر تتويجا بـ 20 لقبا.